# Извънтелесно преживяване
Извънтелесно преживяване (ИТП) е преживяване, близко по своя характер до Осъзнатото сънуване. При него цялото съзнание изглежда разделено физически от тялото на преживяващия. По време на ИТП тялото на човека изглежда като още един неодушевен предмет в стаята и виртуално не съдържа чувство за съзнателно усещане. То е ярко преживяване, което е неподвластно на волята. Преживяващият реално вижда, чува и усеща всичко докато се намира на място различно от тялото си.
Извънтелесните преживявания обикновено представляват усещане на човек за свободно плаване в пространството извън собственото му тяло и в някои случаи наблюдаване на себе си – непосредствено без никакви апаратури (като огледала и т.н.). Около една десета от хората обясняват, че им се е случвало да имат подобни преживявания. Често този феномен възниква спонтанно в критични ситуации, по време на сън, или на преживявания на границата на смъртта.
ИТП имат няколко наименования – астрална проекция, опит извън тялото, напускане на физическото тяло и други подобни.
Този термин се отнася за случаите, когато се напуска тялото умишлено, а дали вижда реалността, остава спорно за голяма част от научната общност. Въпреки това има доказани факти в полза на това явление, на които не е възможно да бъде дадено физично обяснение, но има хора, които го практикуват с научна цел. Съществуват съобщения за такива, които са имали подобни преживявания и са били на места, на които не са били никога преди. За да си докажат, че преживяването е било истинско, са предприемали пътувания натам.
Някои казват, че са започнали да имат ИТП след травматични преживявания, например при автомобилна катастрофа. Тези хора често помнят катастрофата като че ли са я наблюдавали от място, различно от местоположението на тяхното тяло и извън превозното средство.
Има хора, които са документирали своите преживявания.
Човек се асоциира с тялото си и възприема единствено това, което идва от неговите сетива (зрение, обоняние, слух, допир, температура, болка, вкус, насоченост на гравитацията). Според по-голямата научна общност мозъкът е основното двигателно средство (източникът на мисли), което работи на базата на химични реакции и физични закономерности. Приема се, че без очи човек не може да вижда, без уши – да чува и т.н. Това твърдение се опровергава, когато човек се сблъска с преживяване, в което непосредствено наблюдава тялото си отстрани. Такива случаи има на хора оперирани по спешност, те са съобщили че са наблюдавали процеса на цялата операция. Една жена, съобщила такъв случай, е била на операционната маса под упойка и с кърпа на главата. Не е възможно да е наблюдавала от тялото какво са правели докторите по време на операцията и още повече какво са си говорили през една стая от там, където се е намирало тялото ѝ под упойка. Поради свойствата на ИТП, човек да се носи из пространството, се наблюдават събития на различно място от това, където се намира тялото му. Тези хора реално виждат собственото си тяло и пространството около мястото, където се намира съзнанието им. Имат възможност да преминават през стени или да преодолеят гравитацията. Нямат възможност да преместват предмети. В състояние са да наблюдават себе си отново като тяло, но по-различно, което може да си променя формата в едни случаи, а в други не наблюдават никакво тяло. Почти всички документирали проблема съобщават за нещо, което оприличават на сребърна нишка, която ги свързва с тялото им.
ИТП се нарича и астрална проекция, поради характера на феномена се получава все едно съзнанието се проектира на друго място в пространството различно от местоположението на тялото. Другото тяло, в което се наблюдават при тези преживявания, често се нарича астрално тяло. Астралното тяло не е материална или енергийна субстанция и също не се влияе от тях. Според Робърт Монро астралното тяло се влияе от магнитни и електро-магнитни полета. Тялото няма размери и определена форма и по този начин преживяващите са имали възможност да наблюдават както много малки обекти (клетки, микроорганизми), така и да наблюдават по-общо (галактики и свръх купове от галактики). Някои от хората, които са си публикували преживяванията, описват начини как може да се постигне ИТП и предлагат всеки, който не вярва или е любопитен, да опита.
Описанията и концепциите са относителни, тъй като са плод на разбиранията на всеки индивид имал извънтелесно преживяване. Наблюдават се доста сходни свойства на феномена. Всички обясняват, че са се чувствали напълно съзнателни и дори са усещали и чувствали по-добре, отколкото в тялото си. Всички обясняват, че няма как да се сбърка със сън, ако човек го преживее, определено ще е едно от най-големите му преживявания през живота. Описващите казват, че е толкова реално, че им е било трудно да повярват при първите случаи. При направените научни изследвания се оказва, че тялото е много отпуснато и няма никакви мисловни дейности, дори е по-отпуснато отколкото в състояние на сън. Преживелите ИТП обикновено са се подлагали на психологични тестове, за да установят, че са нормални.
Тъй като ИТП е нематериално преживяване не е възможно да се „доставят“ неща. Не е възможно да се преместват обекти или по някакъв начин да се влияе на материални и енергийни субстанции. Начинът на мислене по време на ИТП е по-общо виждане отколкото логично праволинейно мислене (но е възможно и логическо мислене). Психологически се обяснява с подобно на мислене с дясното полукълбо. Възможно е наблюдаващият да не разпознае обекта по време на ИТП и след преживяването да го скицира, и от скицата да разбере какво е видял.

## Робърт Монро
Робърт Монро е един от първите, които подхождат научно към проблема, когато се сблъсква с това преживяване. Като скептичен американец и бизнесмен, когато му се явявало светещо същество казващо че е ангел, или мощно присъствие твърдящо, че е неговия бог и създател, той не вярвал, а се стараел да разбере с какво или кого наистина си има работа.
Преживяванията са започнали не по негова воля, но впоследствие, след успокоителни съвети от приятел психоаналитик, Монро се е научил да ги постига умишлено. Впоследствие Монро описва в книгите си, че двата главни проблема пред него са били силният страх и силното сексуално желание. Пълното излизане от тялото ставало възможно само след преборване на силния страх, а рационалното проучване на другите измерения – само след преборването на сексуалното желание, което иначе го принуждавало да се съвокуплява с други енергийни същности и да забравя всичко друго. Впоследствие, когато успял да контролира и страха и нагона, той открил следните компоненти на невидимия свят:
- Множество призраци на хора отказващи да осъзнаят че са умрели, които бродят из градовете
- Непосредствено при напускането на човешкото измерение голям пласт от души отдаващи се на безкрайно съвокупляване. Монро нарича това явление „купчината“.
- Множество „райове“ и „адове“ съответстващи на различни религии
- Наличието както на злонамерени, така и на добронамерени енергийни създания. Някои от добронамерените дори се опитвали да помогнат на току-що умрели хора да се ориентират.

Монро провежда множество експерименти както със собственото си тяло и дух, така и с хиляди хора от цял свят. Основата на осъзнаването и разбирането на явлението „извънтелесно преживяване“ е системата за разделяне на двете полукълба, наречена Hemi-Sync. Това е специална технология, позволяваща на повече хора да преживеят подобни състояния – във всяко ухо на участника влиза различна звукова вибрация и така се променя синхронът на мозъчните полукълба.
Написва три книги – „Пътуване извън тялото“, „Далечни пътувания“ и „Безкрайно пътуване“. Монро създава институт – Monroe Institute  с цел да създаде нетърговска организация за проучване на феномена и човешкото съзнание. В този институт се практикува излизане от тялото с помощта на специална технология.

## Робърт Петерсън
Робърт Петерсън (Robert Peterson) е роден на 14 април 1961 г. Програмист и работи в RedHat.
().

## Астрална проекция
Това е друго наименование на ИТП. Окултисти, теософисти и спиритуалисти започват да използват този термин в края на 19 век и началото на 20 век. Обикновено описват преживяванията чрез религиозни интерпретации.

## Полусънни представи
Това е естествено състояние на сънливост преди заспиване (hypnagogic). Има подобно състояние на съзнанието преди пълно събуждане (hypnopompic). Възможно е да се видят ясни (често движещи се) картини (халюцинации) и чуване на ясни звуци по време на тези състояния.

## Преживявания на границата на смъртта
Това е преживяване, в което субектът е много близо до смъртта. Обикновено те имат ИТП като част от тяхното преживяване на границата на смъртта. За разлика от ИТП, тези преживявания включват черти, които не са нормални за ИТП. Един пример е панорамното преглеждане на целия живот на индивида заедно с това преживяване. Обикновено хората, които са го имали съобщават че са видели своя живот, като проблясък пред очите си и обясняват, че буквално са преживели целия си живот още веднъж, все едно че са го гледали на телевизор. Това нормално не се случва по време на ИТП.

## Опити на Робърт Монро за фокус на различни нива
В книгата си Journeys Out of the Body, Робърт Монро ясно обяснява за ИТП. неговите ИТП му позволяват за изучава променени състояния на съзнанието. С неговото напредване, поставя наименования на различните състояние на съзнание. Той ги нарича „Нива на фокусиране“. Например той дефинира Фокусиране 10 (или F-10) като „Тялото спящо, разум събуден“. Той е създал организация посветена в обучаването на хора как да достигат различни нива на фокусиране и състояние на съзнание. За тези нива на фокусиране е писал и в две други книги – Far Journeys и Ultimate Journey. Тези нива на фокусиране не могат да се определят като ИТП, а повече като преживявания в тялото. Нивата на фокусиране са реални както ИТП, но не са извън тялото. Повече са за например създаване на телепатичен контакт с друг човек, когато и двамата са на едно и също съзнателно ниво.

## Визити по време на сън
Това е, когато индивидът пътува до друго място „в съня“. Някои от тези сънища могат да бъдат забележителни в тяхната точност, водещи до заключението, че нещо напуска тялото и пътува до отдалечено място (Dreamgates от Robert Moss, 1998). Това, което го разделя от ИТП е, че липсва пълно съзнание. Сънуващият разпознава това като несъзнателен (или възможно съзнателен) сън, а не ИТП.

## Отдалечено наблюдение
Тук хората с екстра-сензорни възможности могат да „изпратят“ тяхното съзнание на отдалечено място и да „видят“ какво има там. За разлика от ИТП, при това съзнанието на индивида е в тялото а преживяването му позволява единствено да „вижда“ изображения на неща, които се случват другаде.

## Обходно ясновидство
Медиуми и екстрасенси са карани мислено да посетят отдалечено място, понякога под хипноза. Отново съзнанието на индивида се намира в тялото. Възможно е това да е същото като отдалеченото наблюдение (Разликата е хипнозата).

## Почти-там преживявания
Това са преживявания, които е спорно да се определят като ИТП. Като ИТП се определят тези преживявания които индивида си спомня 100% и няма съмнения, че е било реално и напълно съзнателно.

## Двойно местоположение
Това преживяване е по-често срещано при мистици, светци и свещени хора. Това е, когато индивида се намира физически на две места едновременно. Субектът може да бъде видян, пипан и да се разговаря с него. За свидетелите изглежда все едно, че човека е там физически, а не е някакъв вид привидение.

## Сънна парализа/Нереално събуждане
Множество хора по целия свят са изпитвали състояние на събуденост, но с парализирано тяло, и дори усещане на чуждо присъствие. Някои хора усещат как с тях се съвокуплява друго създание, други хора – присъствие на много наблюдаващи ги създания в стаята им. В предмодерни времена, тези феномени са се тълкували като явяване на сексуални демони „сукуб“ и „сукубус“, а в модерни времена, от хора склонни да вярват в такива неща – присъствие на извънземни, създания от други измерения, чужди астрални тела и т.н.
Сънната парализа е естествено състояние на тялото по време на сън. Нейната функция е да не позволява тялото да се движи по време на сън (за да не се движи тялото заедно с поведението в съня – да се рита и да се маха с ръце, ходене по време на сън, и др.). Понякога хората стават съзнателни докато тялото им е още в сънна парализа. Обикновено това преживяване се нарича фалшиво събуждане, защото изглежда сякаш че са се събудили, но тялото остава „спящо“ за определен кратък период от време. Тези преживявания обикновено са доста плашещи за хора, които не знаят какво се случва. Обикновено те обезумяло се опитват да помръднат или „да се събудят“, но изглежда, че нищо не помага. Понякога се получава, като че ли са се събудили, но след няколко минути разбират, че все още спят и сънуват и се опитват „да се събудят“ отново. Възможно е този цикъл на фалшиви събуждания да се повтори няколко пъти. В това състояние страховете са явни (за реалността в това състояние), често хората съобщават, че са видели същества или старици които се опитват да ги атакуват (по някакъв начин ги плашат). Дължи се на това, че страхът обзема съзнанието на индивида и той е създател на собствените си страхове. Когато човек знае какво се случва, може да управлява емоциите си и да има по позитивни преживявания.

## Аутоскопия
Това е клиничен синдром, където преживяващият вижда картини на себе си като двойник (Doppelganger). Когато се случва, съзнанието остава в тялото и индивида вижда картина или фантом на себе си. Окултистите казват, че се вижда астралното тяло в това състояние.

## Обезличаване
Не е необходимо изпитващия да се чувства „извън тялото“. По-скоро те чувстват разделение между себе си и функциониращата личност. Жертвите на инциденти понякога съобщават, че чувстват, че това се е случило на някой друг. Има различни вариации, като чувството, че тялото е мъртво или вцепенено, чувство на разделение от собствената си представа или усещането, че индивида се наблюдава отстрани.

## Шизофрения
Някои се опитват да сравнят ИТП с нарушението на границите на тялото при шизофрения, но има главно две основни разлики. През десетилето на 1980, двама психолози Глен Габбард (Glen Gabbard) и Стюърд Туемлоу (Steward Twemlow) анализират ИТП от психологична перспектива. Те публикуват своите открития в „With the Eyes of the Mind: An Empirical Analysis of Out-of-Body States“ (1984). Всеки, който се интересува от психологията на ИТП е хубаво да в прочете. Всяка глава сравнява ИТП с друг психологичен феномен. Според авторите шизофрениците имат загуба на реални способности (при проверка за реалност), често съпътствана с психоза, параноя, халюцинации, докато хората, които имат ИТП нямат проблеми с проверка за реалност и клонят към свобода от мислени болести (1984 стр. 89). Шизофрениците могат да не знаят къде им се намира тялото, докато хората имащи ИТП са наясно с това, но често се получава да не знаят къде им се намира съзнанието (когато се озоват на друго място извън тялото, често не знаят географски къде се намира).
- Уилям Булман - ПРИКЛЮЧЕНИЯ ИЗВЪН ТЯЛОТО Как да пътуваме извън тялото си (има я и на български език, а също и като аудио книга в youtube).
- Къртни Браун – Пътешествия на съзнанието /за дистанционното наблюдение/
- Петерсън, Робърт. Out of Body Experience – How to have them and what to expect.   1997. (на английски) Авторът (Robert Peterson), програмист в RedHat, описва своите виждания преди и по време на преживяванията.
- Петерсън, Робърт. Lessons Out of the Body.   2001. (на английски)
- Монро, Робърт. Journeys Out of the Body.   1971. (на английски) Авторът (Robert Monroe) описва началните си ИТП и как е стигнал до тях. Това е първата му книга, може да се намери и на български език.
- Монро, Робърт. Far Journeys.   1978. (на английски)
- Монро, Робърт. The Ultimate Journey.   1996. (на английски)
- Тихоплав, Виталий и др. Великият Преход.   НСМ Медия, 2005. Авторите (руски физици) описват множество факти за продължаване на съзнанието след смъртта на индивида, както и описват няколко научни тези и подробно характера на ИТП и направените експерименти в Русия (Център Ноосфера). Завършва с описание на ИТП на Робърт Монро.
- Габард, Глен et al. With the Eyes of the Mind: An Empirical Analysis of Out-of-Body States.   1984. (на английски) (Glen Gabbard и Steward Twemlow)
- Радуга, Михаил. Извън тялото.   Гуторанов, 2006.